# Anna Williams
(Anna Williams a Lee Chaolan dopo averlo sconfitto in Tekken 5)
Anna Williams (アンナ・ウィリアムズ?, Anna Wiriamuzu) conosciuta anche come Lightning Scarlet è un personaggio immaginario del videogioco di combattimento Tekken, creato dalla Namco. Apparendo in tutti gli episodi della serie ad eccezione di Tekken 4 e del capitolo non canonico Tekken Advance, è il secondo personaggio femminile con più presenze dell'intera saga. La sua creazione è ispirata al personaggio di Nikita.
È addestrata alle arti marziali omicide in stile Koppō e nell'Aikidō, prima del combattimento flirta e stuzzica l'avversario, per ridicolizzarlo ad incontro terminato con una risata sguaiata e delle mosse provocanti; per i suoi atteggiamenti e il suo modo di vestire può essere considerata una flapper oltre che una femme fatale.
Avendo poche attenzioni da parte di suo padre rispetto a sua sorella maggiore Nina, una killer a pagamento con cui ha una fortissima rivalità e un rapporto conflittuale di amore-odio generati anche dalla morte del genitore, si avvicinò più a sua madre, una campionessa nazionale femminile di Aikidō; di conseguenza, a differenza di sua sorella, anche il suo stile di combattimento si avvicina molto di più allo stile della madre che alle arti marziali omicide del padre. Anna è anche zia del pugile inglese Steve Fox, ma probabilmente è ignara di questa parentela.

## Storia

### Tekken
Anna fa la sua prima apparizione come sub-boss nell'8° (e penultimo) turno dell'Arcade Mode di Nina per sabotare la sua missione di assassinare il leader del torneo Heihachi Mishima, ma non diventerà un personaggio giocabile fino all'uscita della versione per console del gioco. Qui (come in ogni episodio in cui è presente) comparirà anche nel finale di Nina.
Anna, come tutti gli altri sub boss nel primo episodio di Tekken, non possiede una sequenza animata finale.

### Tekken 2
Così come nel primo torneo, Nina viene assunta per assassinarne il leader, stavolta Kazuya Mishima, figlio di Heihachi Mishima. Anna, dopo averlo scoperto e confidato a Kazuya, viene assunta come sua guardia del corpo, insieme a Ganryu e Bruce Irvin.
L'intervento tempestivo di Anna impedisce alla sorella di portare a termine il contratto, successivamente Nina viene catturata dai soldati della Mishima Zaibatsu e usata per gli esperimenti del Doctor Boskonovitch sul sonno criogenico. Informata da Kazuya di questo, Anna decide volontariamente di diventare un altro soggetto per i test, chiedendo solamente di essere risvegliata contemporaneamente a Nina. le sue ragioni rimangono ambigue, si può presupporre che non sopportasse l'idea di vivere senza la sorella e/o che fosse gelosa del fatto che al suo risveglio Nina avrebbe preservato intatta la sua giovinezza, mentre lei sarebbe inevitabilmente invecchiata.
Nel suo epilogo, Anna esce dal vano doccia e si appresta per affacciarsi allo specchio; Nina (che si era appostata fuori dalla porta) le punta addosso una macchina fotografica: la sorella può solo rendersi conto del flash che scompare davanti ai suoi occhi, mentre Nina con un sorriso beffardo scrolla la polaroid per mostrarla ad Anna; si scopre poi che questa è stata abbastanza veloce da coprire con le braccia le sue nudità.

### Tekken 3
Dopo essere rimasta in animazione sospesa durante il secondo torneo, Nina viene risvegliata 19 anni dopo dall'influenza del dio della lotta Ogre (riportato alla luce da Heihachi), che le ordina di assassinare Jin Kazama, figlio di Kazuya e nipote di Heihachi.
Come da richiesta, Anna viene risvegliata contemporaneamente alla sorella, benché rimanga totalmente immune dall'influenza di Ogre. Nina soffre inoltre di una grave amnesia derivata probabilmente dal sonno criogenico o dal dio stesso. Anna impedisce a Nina di uccidere Jin, decidendo quindi di aiutarla a recuperare la memoria ma a suo modo.
Esistono due versioni di questo finale, una per il mercato giapponese e una per quello occidentale. Nella versione occidentale, il finale di Anna è stato censurato e modificato per via del fatto che Nina slaccia la parte superiore del bikini di Anna; tale scena non ha in realtà niente di particolarmente scandaloso, ed evita accuratamente di mostrare qualsiasi particolare spinto; curiosamente, il finale di Tekken 2 è decisamente più esplicito, seppur sempre comunque in maniera molto casta.
Nella versione giapponese, Anna e Nina si godono il sole su una spiaggia tropicale. Un gruppo di culturisti le nota e incomincia a flirtare con loro. Nina sembra ignorare le loro avances, e getta uno sguardo verso Anna, già occupata a parlare con due di loro. Un terzo ragazzo tenta di far alzare Nina dalla sua sedia a sdraio, la ragazza, liberatasi dalla sua presa, si avvicina alla sorella distratta, slacciando furtivamente la parte superiore del bikini di Anna, che scivola via. Mentre Anna prova nel panico a coprirsi, Nina si allontana avvicinandosi all'obiettivo con un sorriso soddisfatto.
Nella versione occidentale, le due sorelle stanno ancora una volta distese a prendere il sole. Il finale procede identico alla versione giapponese, ma dopo che Anna incomincia la conversazione con i due ragazzi, il terzo che si era invece avvicinato a Nina capisce che non è interessata e segue gli altri; Nina rimane sola sulla sedia a sdraio, mentre Anna va via avvicinandosi soddisfatta all'obiettivo, con i tre ragazzi che la seguono.

### Tekken Tag Tournament
Nel suo epilogo, Nina e Anna discutono animatamente nell'arena di Nina, poco dopo Anna offre il braccio a Nina come segno di pace fatta; Nina sembra accettare, ma con una mossa glielo storce; la sequenza finisce con un primo piano di Anna in preda al dolore.

### Tekken 5
Nina, dopo aver perso i contatti con Anna per alcuni anni, decide di contattare la sorella e organizza un incontro nella speranza di recuperare la sua memoria. Sfortunatamente questo serve anche a riaccendere i sentimenti di ostilità latente verso la sorella: l'incontro degenera infatti in uno scontro armato lungo svariati giorni. Le due sorelle, stremate, raggiungono infine un accordo: avrebbero risolto le cose una volta per tutte durante il quinto torneo Tekken. Una piccola parte del loro scontro a fuoco può essere vista nella sequenza introduttiva del gioco.
In questo capitolo, i personaggi di Tekken combattono contro dei sub- boss al quarto e al settimo stage prima di affrontare il boss finale Jinpachi Mishima: i sub-boss di Anna sono Lee Chaloan e Nina Williams. Di conseguenza, Anna è il sub-boss di Craig Marduk al quarto stage e di Nina Williams al settimo stage.
Nel suo epilogo, Nina e Anna vengono contattate da un regista per recitare in un film basato sulla loro rivalità. Appaiono quindi sul tetto diroccato di un castello medioevale durante una scena in costume di combattimento con la spada. Le due nella scena madre corrono lanciandosi un fendente, ma un lampo non fa capire chi abbia messo a segno il colpo. Dopo alcuni secondi si scopre che è Nina ad uscirne vittoriosa, mentre Anna cade a terra. Il regista ferma le riprese perché Nina non ha seguito il copione e la rimprovera. Pochi secondi dopo l'armatura di Nina comincia letteralmente a cadere a pezzi, lasciandola quasi completamente nuda mentre prova disperatamente a tenere insieme le parti rimaste. Anna si rialza e comincia a ridere per l'umiliazione provata da Nina.

### Tekken 6
Dopo essere stata battuta dalla sorella durante l'ultimo torneo, Anna decide che la partita non è ancora chiusa e cerca vendetta. Dopo aver scoperto che Nina è diventata la guardia del corpo di Jin Kazama alla Mishima Zaibatsu, la ragazza decide di conseguenza di unirsi alla G Corporation capitanata da Kazuya Mishima, (suo vecchio alleato in Tekken 2).
Sub-boss di Anna sono: Lars Alexanderson e Nina Williams.

### Tekken 7
Anna è giocabile in Tekken 7 come parte del DLC Season Pass 2. Dopo gli eventi di Tekken 6, Anna si stancò dei combattimenti senza fine e decise di ritirarsi. Dopo il suo ritiro, si incontra e si innamora di un soldato d'élite della G Corporation. Ma, il giorno del loro matrimonio, mentre Anna si preparava per il grande giorno, un suono dei colpi di pistola riempì la sala principale. Anna si precipitò nella sala, trovando il suo fidanzato morto e Nina in fuga dalla scena. Anna, alimentata dalla rabbia, decise di tornare alla lotta ancora una volta.

### Death by Degrees
Nello spin-off di Tekken, Death By Degrees, Anna è un membro della Tekken Force, la armata militare della Mishima Zaibatsu sotto la direzione di Heihachi Mishima, mentre Nina, che ne è la protagonista, fa parte di un'operazione congiunta fra la CIA e l'MI6. Anna, oltre a sfidarla a metà avventura circa, è il boss finale del gioco. Una volta raggiunti i titoli di coda, si sbloccherà una missione di cui è protagonista, in cui Heihachi le dà il compito di recuperare alcune schede dati delle truppe Tekken Force morte in battaglia. La missione è chiamata semplicemente: "ANNA".
Nina e Anna hanno una furiosa lotta sul ponte di una nave che sta per affondare, dopo un'esplosione la nave si ribalta e Nina riesce a prendere il braccio di Anna poco prima che la sorella cada giù dal ponte, da quella stretta di mano Nina ricorda come morì davvero loro padre e che fu proprio la sorella a farle forza con quel gesto. poco dopo l'arrivo di un aereo dei soccorsi, Anna riesce a prendere la scaletta di salvataggio tenendo stretta Nina pochi secondi prima che la nave esploda. Dopo averle detto:
Anna lascia il braccio di Nina (vedendo delle navi arrivare in lontananza), Nina finisce quindi in mare, e mentre Anna se ne va via verso l'orizzonte aggrappata alla scaletta, Nina la guarda con un sorriso compiaciuto.

### Tekken - The Animation
Nell'anime in due episodi ispirato a Tekken e Tekken 2, Nina e Anna hanno entrambe una relazione con Lee Chaolan. Qui Anna partecipa al torneo Tekken con l'obbiettivo di uccidere Nina; più per gelosia nei confronti di loro padre e di Lee che per competizione e voglia di prevalsa, rispetto al videogioco il suo carattere è crudele e spietato, sono completamente assenti i sentimenti compassionevoli e la goliardia che la contraddistinguono. La storia del film contrasta notevolmente da quella ufficiale del videogioco; (che comunque viene spesso modificata per esigenze di copione) nel film Nina incolpa Anna di aver ucciso loro padre; nella trama ufficiale tale fatto è avvenuto poco prima di Tekken 2 e non è mai stato dichiarato come sia morto, è implicito comunque, che entrambe le sorelle lo abbiano amato e si diano a vicenda la colpa della sua morte, ma non si è mai affermato che una delle due lo abbia letteralmente ucciso. Una probabile verità viene comunque svelata nello spin off di Tekken, Death by Degrees in cui si scopre che fu ucciso da alcuni soldati quando Nina e Anna erano bambine.

### Tekken(film)
Anna, insieme alla sorella Nina, lavora come assassina per Kazuya Mishima. È l'unica partecipante all'Iron Fist di cui non si vede nessuna lotta, esclusa quella contro Jin fuori dal torneo.